# Emil Czapliński
Emil Wojciech Czapliński (ur. 8 września 1892 w Krakowie, zm. 21 października 1976 w Lublinie) – pułkownik piechoty Wojska Polskiego i Wojsk Ochrony Pogranicza, żołnierz Legionów, uczestnik walk o niepodległość i granice 1918–1921 oraz kampanii wrześniowej, organizator ruchu oporu w czasie II wojny światowej, kawaler Orderu Virtuti Militari.

## Młodość i walki o niepodległość
Emil Czapliński urodził się jako wnuk powstańca listopadowego oraz syn powstańca styczniowego Kazimierza Czaplińskiego h. Drogosław i Emilii z Popielów. Był bratem Władysława Konrada, także oficera Wojska Polskiego. W 1908 wstąpił do Sodalicji Mariańskiej. W tym czasie związał się z ruchem skautowym i drużynami Strzeleckimi. Po wybuchu I wojny światowej wstąpił do Legionów Polskich i wyruszył do Kielc z 1 pułkiem piechoty. Po kampanii kieleckiej został przeniesiony w stopniu podporucznika na dowódcę kompanii w 2 pułku piechoty. Funkcję tę pełnił do końca epopei Legionowej.
Jako porucznik byłego Polskiego Korpusu Posiłkowego reskryptem Rady Regencyjnej z 31 października 1918 roku został przydzielony do podległego jej Wojska Polskiego z zatwierdzeniem posiadanego stopnia.
W wojnie polsko-bolszewickiej od 1 września 1919 dowodził kompanią w 4 pułku piechoty Legionów w akcji na Przemyśl i Lwów, następnie w 2 pułku piechoty Legionów baonem, a od 23 lipca 1920 roku został dowódcą tego pułku. W marcu 1929 został „przeniesiony do kadry oficerów piechoty z równoczesnym przeniesieniem służbowym do Straży Granicznej przy Ministerstwie Skarbu na stanowisko zastępcy komendanta”. W marcu 1932 roku został przeniesiony z Komendy Straży Granicznej do Komendy Miasta Lublin na stanowisko komendanta.

## II wojna światowa
We wrześniu 1939 zmobilizował podległe formacje, przeprowadził ich ewakuację do Równego. Następnie kierował obroną przeciwlotniczą Lublina. Będąc posiadaczem samochodu (DKW) opóźnił swój wyjazd aż do momentu pojawienia się Niemców pod Węglinem. Jako ostatni z wojskowych 17 września 1939 opuścił miasto jedyną jeszcze nie zajętą drogą przez Łęczną, Uściług do Łucka. Po blisko 3-miesięcznej tułaczce „za Bugiem” i przypadkowym odnalezieniu wcześniej wywiezionej rodziny, unikając ujęcia przez bolszewików, na początku grudnia szczęśliwie dotarł do Lublina. Przystąpił bezzwłocznie ze spotkanymi oficerami i osobami cywilnymi do organizowania ruchu oporu. Po krótkim działaniu w konspiracji został aresztowany przez Niemców 4 lutego 1940 oraz wywieziony do Oflagu VI B Dössel, a następnie do Oflagu II D Gross-Born.

## Po wojnie
Po wyzwoleniu obozu jenieckiego, w którym przebywał do 5 lutego 1945 udał się do Lublina. Do Wojska Polskiego został przyjęty dnia 20 marca 1945. Dnia 14 stycznia 1947, objął stanowisko Komendanta Miasta Lublina i sprawował szefostwo Wydziału Wojsk Ochrony Pogranicza III kategorii przy dowództwie Lubelskiego Okręgu Wojskowego (od sierpnia 1945 lub 1946). Z racji pełnionej funkcji podlegał mu 7 Oddział Ochrony Pogranicza Uczestniczył w walkach z UPA. Po dwóch latach służby za udział wraz z wojskiem we Mszy Świętej Rezurekcyjnej został dnia 10 maja 1947 usunięty z wojska bez prawa noszenia munduru oraz bez prawa do emerytury (rozkaz Nr. 3686 z dn. 10 maja 1947 r.).
Zmarł 21 października 1976 w Lublinie i spoczął na cmentarzu przy ul. Lipowej. Na uroczystości pogrzebowej nie było wojska, a nad trumną zmarłego piękną mowę pożegnalną wygłosił kolega legionowy, generał w stanie spoczynku Mieczysław Boruta-Spiechowicz.

## Awanse
- podporucznik – 12 października 1914[10]
- porucznik – 1 listopada 1915[10]
- kapitan – 1918
- major – zatwierdzony 15 lipca 1920 ze starszeństwem z dniem 1 kwietnia 1920 w korpusie oficerów piechoty
- podpułkownik – zweryfikowany 3 maja 1922 ze starszeństwem z dniem 1 czerwca 1919 i 210. lokatą w korpusie oficerów piechoty[11]
- pułkownik – 16 marca 1927 ze starszeństwem z dniem 1 stycznia 1927 i 16. lokatą w korpusie oficerów piechoty[12]

## Ordery i odznaczenia
- Krzyż Srebrny Orderu Wojskowego Virtuti Militari – 28 lutego 1921[13]
- Krzyż Niepodległości – 20 stycznia 1931[14]
- Krzyż Kawalerski Orderu Odrodzenia Polski
- Krzyż Walecznych czterokrotnie
- Złoty Krzyż Zasługi – 10 listopada 1928[15]
- Medal Pamiątkowy za Wojnę 1918–1921
- Medal Dziesięciolecia Odzyskanej Niepodległości
- Srebrny Medal za Długoletnia Służbę
- Medal „Za udział w wojnie obronnej 1939”
- Krzyż Waleczności Armii gen. Bułak-Bałachowicza
- Złoty Krzyż „Za Zasługi dla ZHP” z Rozetą z Mieczami
- Odznaka „Za wierną służbę”